# Katsuya Kondō
Pour les articles homonymes, voir Kondō.
Katsuya Kondō (近藤勝也) est un animateur et concepteur de personnages japonais né le 2 juin 1963 à Niihama dans la préfecture d'Ehime. Il a notamment dirigé l'animation de plusieurs films du studio Ghibli auprès des réalisateurs Hayao Miyazaki et Isao Takahata.

## Biographie
Katsuya Kondō a réalisé l'essentiel de sa carrière au studio Ghibli, où il débute sur le film Le Château dans le ciel (1986) de Hayao Miyazaki en tant qu'animateur clé.
Rapidement, il supervise ou dirige l'animation d'autres productions du studio, comme Kiki la petite sorcière (1989), Je peux entendre l'océan (1990), Souvenirs goutte à goutte (1991), Le Château ambulant (2004), Ponyo sur la falaise (2008) ou La Colline aux coquelicots (2011). 
Il continue aussi à collaborer régulièrement comme animateur clé, par exemple pour Mon voisin Totoro (1989), Porco Rosso (1992), Pompoko (1994), Princesse Mononoké (1998), Mes voisins les Yamada (1999), Arrietty, le petit monde des chapardeurs (2010) et Souvenirs de Marnie (2014),.
Son travail au sein du studio est exposé en 2012 dans sa ville natale,.
Durant sa carrière, il réalise en 1995 un manga avec Ken'ichi Sakemi sur la vie de Jeanne d'Arc et travaille à la conception des personnages des jeux vidéo Jade Cocoon : La Légende de Tamamayu (1998) et Jade Cocoon 2 (2001). 

## Œuvres
Anime
- 1983 : Signé Cat's Eyes : animateur clé
- 1984 : Mighty Orbots : concepteur des personnages
- 1985 : Les Gummi : animateur clé
- 1986 : Amon Saga (OAV) : animateur clé
- 1986 : Juliette je t’aime : animateur clé (épisode 39)
- 1986 : Le Château dans le ciel : animateur clé
- 1987 : Les Ailes d'Honnéamise : animateur clé
- 1987 : Devilman (OAV) : animateur clé
- 1987 : Twilight Q (partie 2) : concepteur des personnages, animateur clé
- 1989 : Mon voisin Totoro : animateur clé
- 1989 : Kiki la petite sorcière : concepteur des personnages, directeur de l'animation
- 1990 : Je peux entendre l'océan : concepteur des personnages, directeur de l'animation
- 1990 : Comme les nuages, comme le vent... : concepteur des personnages, directeur de l'animation
- 1991 : Souvenirs goutte à goutte : directeur de l'animation
- 1992 : Porco Rosso : animateur clé
- 1994 : Pompoko : animateur clé
- 1998 : Princesse Mononoké : animateur clé
- 1999 : Mes voisins les Yamada : animateur clé
- 2004 : Le Château ambulant : directeur de l'animation, animateur clé
- 2006 : La Chasse au logement : concepteur des personnages, directeur de l'animation (court métrage)
- 2007 : Dennō coil : animateur clé (épisodes 1 et 7)
- 2008 : Ponyo sur la falaise : concepteur des personnages, directeur de l'animation
- 2010 : Arrietty, le petit monde des chapardeurs : animateur clé
- 2010 : Les Souris sumo : assistant-directeur de l'animation (court métrage)
- 2011 : La Colline aux coquelicots : concepteur des personnages
- 2014 : Souvenirs de Marnie : animateur clé
- 2014 : Ronja, fille de brigand : concepteur des personnages

Jeux vidéo
- 1998 : Jade Cocoon : La Légende de Tamamayu : concepteur des personnages
- 2001 : Jade Cocoon 2 : concepteur des personnages

Manga
- 1995 : D'arc ジャンヌ・ダルク伝 (avec Ken'ichi Sakemi), Tokuma Shoten[5]